# Fidelment teva
Fidelment teva (títol original: Faithful) és una comèdia estatunidenca de 1996. Va ser l'última cinta dirigida per Paul Mazursky abans de la seva mort, i és protagonitzada per Cher, Chazz Palminteri i Ryan O'Neal. Palminteri va adaptar el guió d'una de les seves obres teatrals del mateix nom. Faithful explica la història d'una dona, el seu espòs i un assassí. Ha estat doblada al català.
Laa cinta va ser estrenada en el marc de 46è Festivalde Cinema de Berlín.

## Argument
En el seu vintè aniversari de noces, Maggie rep un collaret de diamants del seu espòs, Jack, que també contracta a un assassí per matar-la. El botxí, que viatja des de Connecticut per realitzar la seva feina, comença a intimar amb Maggie, complicant encara més la situació.

## Repartiment
- Cher: Margaret.
- Chazz Palminteri: Tony.
- Ryan O'Neal: Jack Connor.
- Paul Mazursky: Dr. Susskind.
- Amber Smith: Debbie.
- Elisa Leonetti: Maria.
- Mark Nassar: El promès de Maria.
- David Marí: Petit Tony
- Steven Randazzo: el Pare de Tony
- Olinda Turturro: la Mare de Tony
- Max Norat: venedor a la joieria.
- Stephen Spinella: el jove del Rolls